# Гревенмахер (футбольний клуб)
Гревенмахер (люксемб. Club Sportif Gréiwenmaacher) — футбольний клуб з Гревенмахера, східний Люксембург, виступає в Національному дивізіоні. Клуб заснований 8 січня 1909 року як «Стад Моселлан», сучасна назва з 1919 року.

## Досягнення
- Чемпіон Люксембургу — 2003
- Володар Кубка Люксембургу — 1995, 1998, 2003, 2008